# Jean Baptiste Michiels
Pour les articles homonymes, voir Michiels.
Jean Baptiste Michiels, né à Anvers le 29 juin 1821 et mort dans la même ville le 10 avril 1890, est un graveur et un aquafortiste belge.
Il est professeur à l'Académie royale des beaux-arts d'Anvers, puis à l'Institut des beaux-arts d'Anvers. Au Salon de Bruxelles de 1860, il obtient une médaille d'or.
Ses œuvres sont notamment conservées au musée royal des Beaux-Arts d'Anvers.

## Biographie

### Famille
Jean Baptiste Pierre Michiels, né à Anvers le 29 juin 1821, est le fils de Jean Baptiste Michiels (1788), tonnelier, et de Marie Thérèse Vanderijcken (1789), native de Montaigu.
Il épouse Maria Antonetta Braspennings, veuve de Cornelis Segers, née à Zundert, Pays-Bas, le 24 mars 1821 et morte à Anvers le 14 août 1880.

### Formation
Jean Baptiste Michiels est initialement étudiant à l'école de gravure d'Anvers, où il bénéficie de l'enseignement d'Erin Corr qui lui inculque les principes de la taille et le maniement du burin. 
Pour la première fois, il expose ses œuvres en participant au Salon d'Anvers de 1840, où il envoie trois gravures d'après Gortzius et Rubens.

### Carrière
Au Salon de Bruxelles de 1860, Jean Baptiste Michiels obtient une médaille d'or pour sa gravure, d'après le tableau de Gustave Wappers, Pierre le Grand à Saardam.
Par arrêté royal du 3 février 1868, en remplacement de Joseph Bal, décédé, Jean Baptiste Michiels devient professeur de gravure à l'Académie royale des beaux-arts d'Anvers, puis, de 1886 à sa mort, à l'Institut des beaux-arts d'Anvers. Il dispense depuis sa chaire un enseignement essentiellement pratique. Il devient membre effectif du jury de l'Exposition universelle de 1885 qui se tient à Anvers. Au point de vue politique, il est d'obédience libérale.
Jean Baptiste Michiels meurt, à l'âge de 68 ans, en son domicile de la rue de la Constitution au no 31, à Anvers, le 10 avril 1890.

## Œuvre

### Caractéristiques

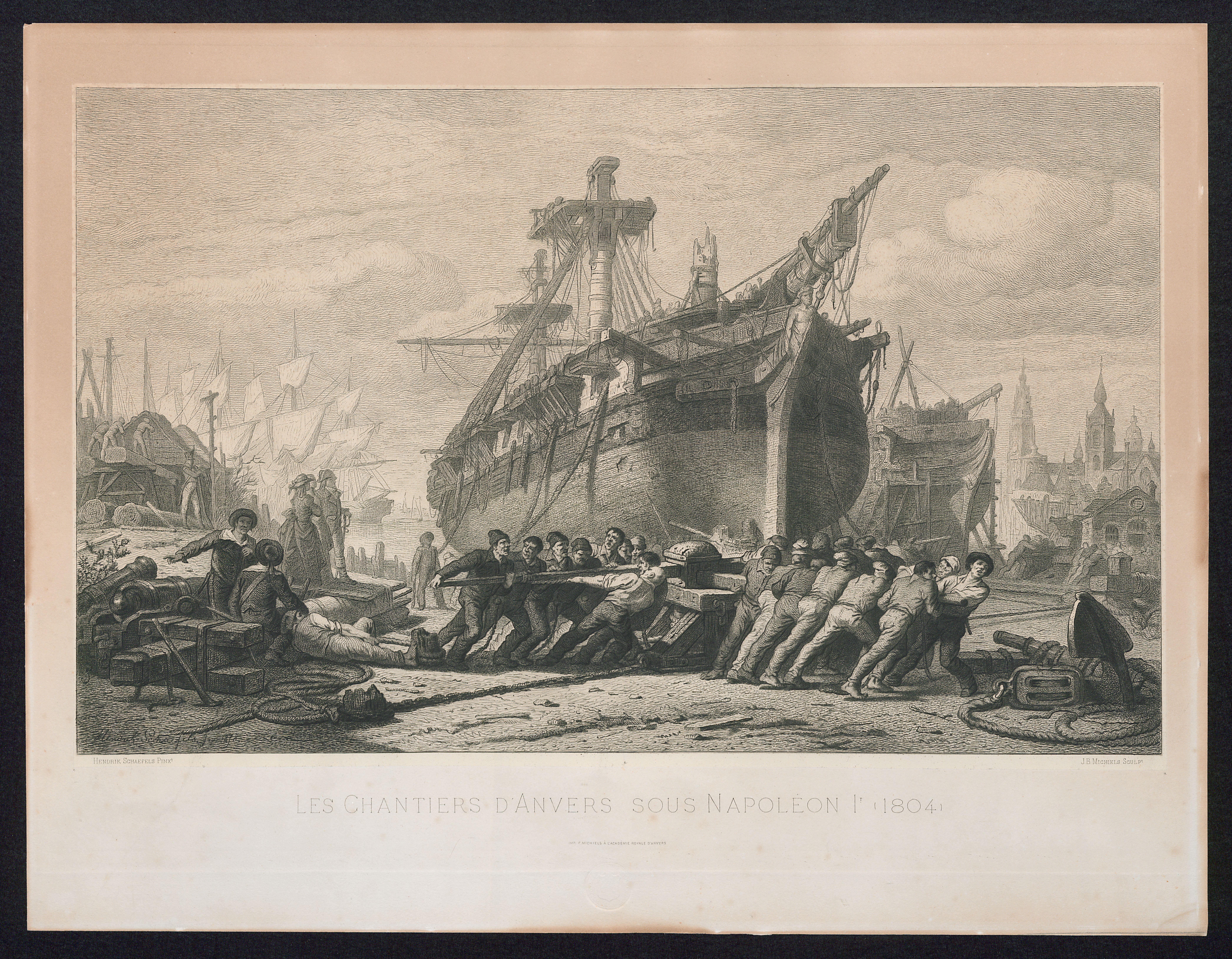
Les Chantiers d'Anvers à l'époque de Napoléon, eau forte d'après Hendrik Frans Schaefels.

Jean Baptiste Michiels réalise des gravures d'après les tableaux de maîtres anciens : Raphaël, Rubens, Ribera, van Dyck, et également de peintres contemporains, comme Nicaise De Keyser, François Verheyden, Polydore Beaufaux et Hendrik Frans Schaefels. Il grave aussi les portraits de notabilités artistiques, littéraires et politiques de son temps. Ses gravures sont jugées d'un talent variable. Bien que guidé par le peintre, il grave, en 1860, Barthel de Haze, d'après le tableau d'Henri Leys, trop robuste pour son interprète. Le chef-d'œuvre de Jean Baptiste Michiels est L'Aveugle, exécuté en 1855, d'après Joseph Laurent Dyckmans, la manière du peintre étant en harmonie avec le tempérament du graveur. 
Louis Alvin estime, en 1860, que dans sa gravure Pierre le Grand à Saardam, d'après Gustave Wappers, Jean Baptiste Michiels a déployé un luxe de tailles savamment combinées et a pu, avec un dessinateur aussi habile que Wappers, se permettre certaines licences.
Parmi ses eaux-fortes, l'œuvre Les Chantiers d'Anvers à l'époque de Napoléon, d'après Hendrik Frans Schaefels, est exposée au Salon d'Anvers de 1879.

### Galerie de gravures

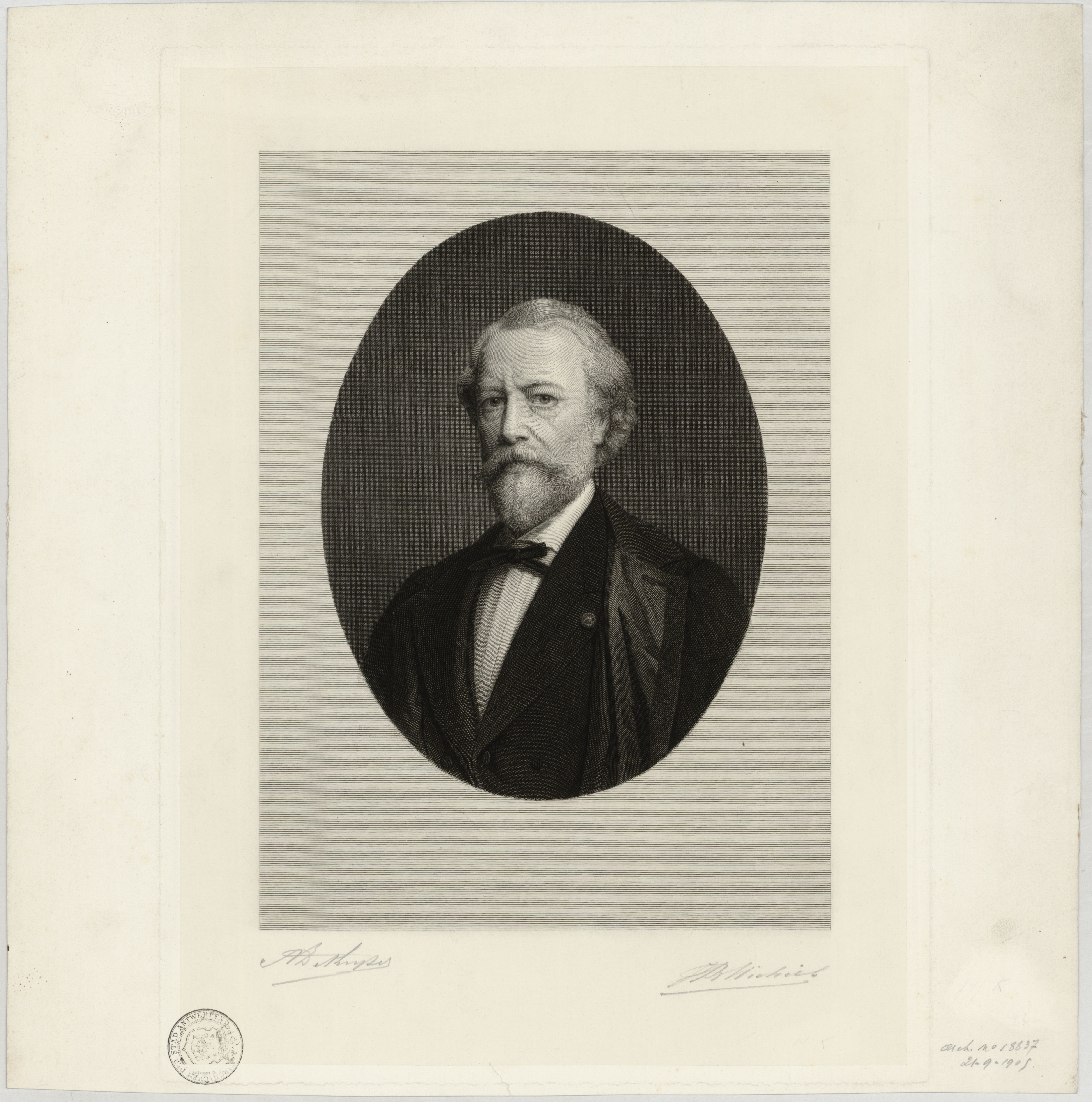
Nicaise De Keyser.
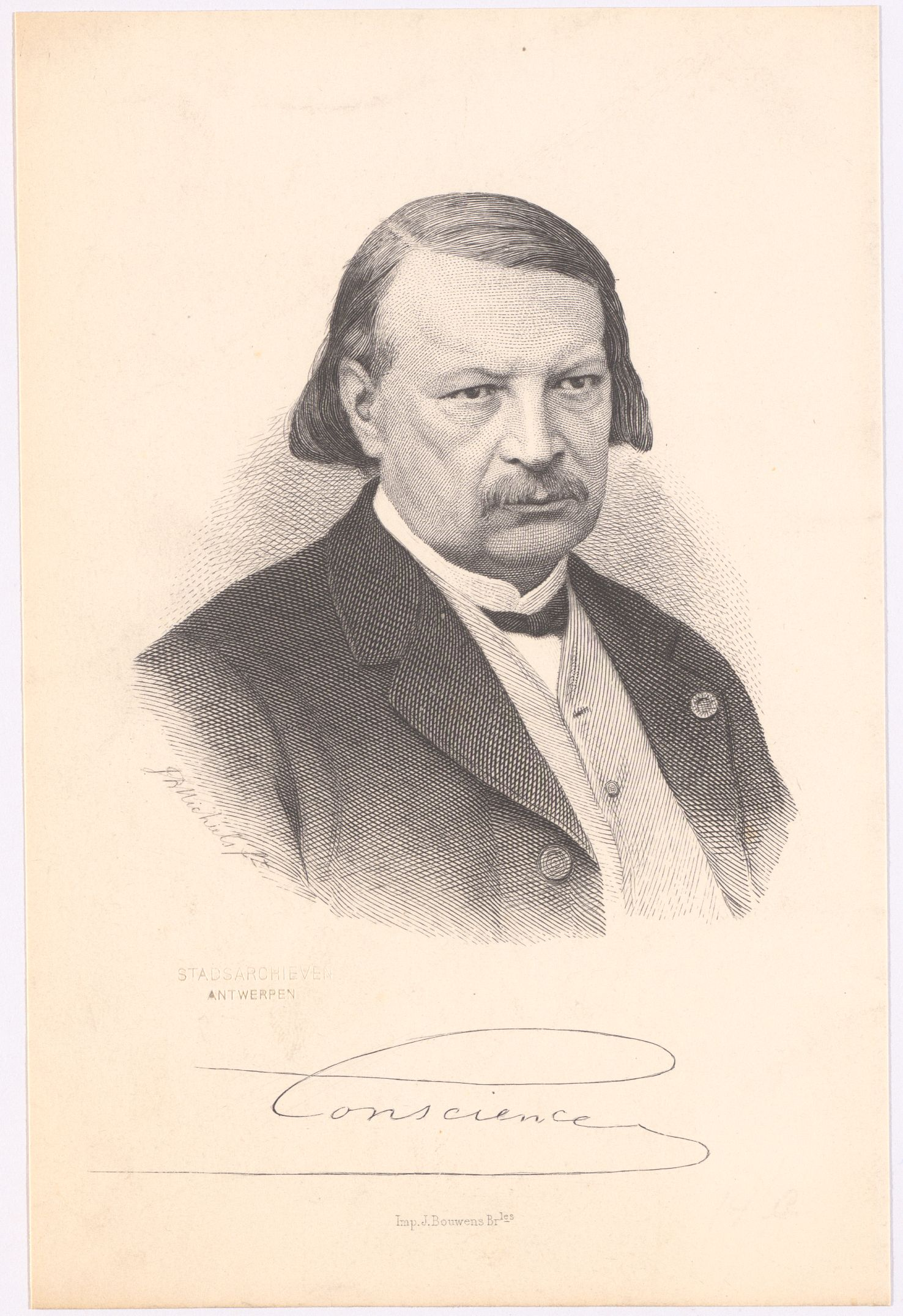
Hendrik Conscience.
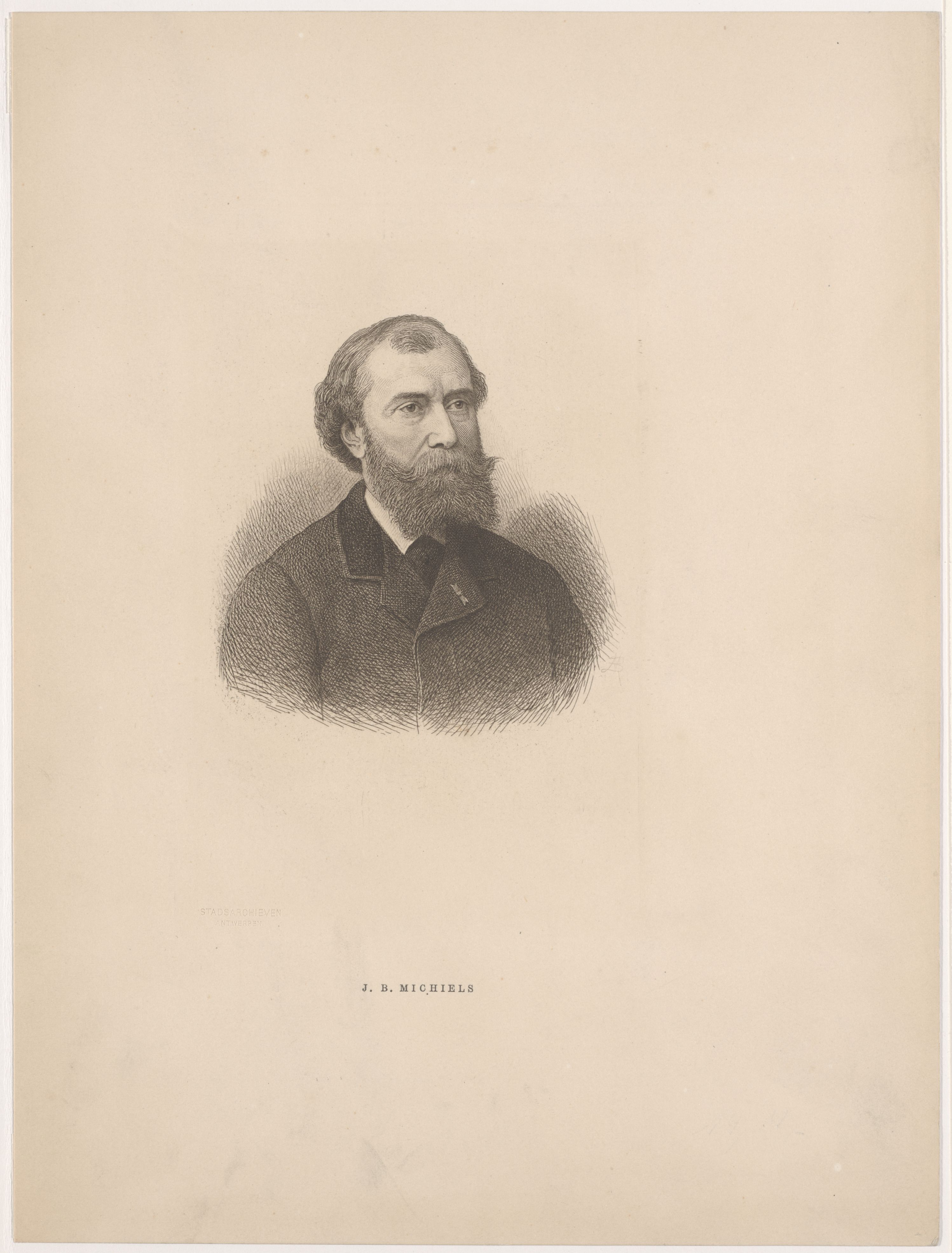
Jean Baptiste Michiels.
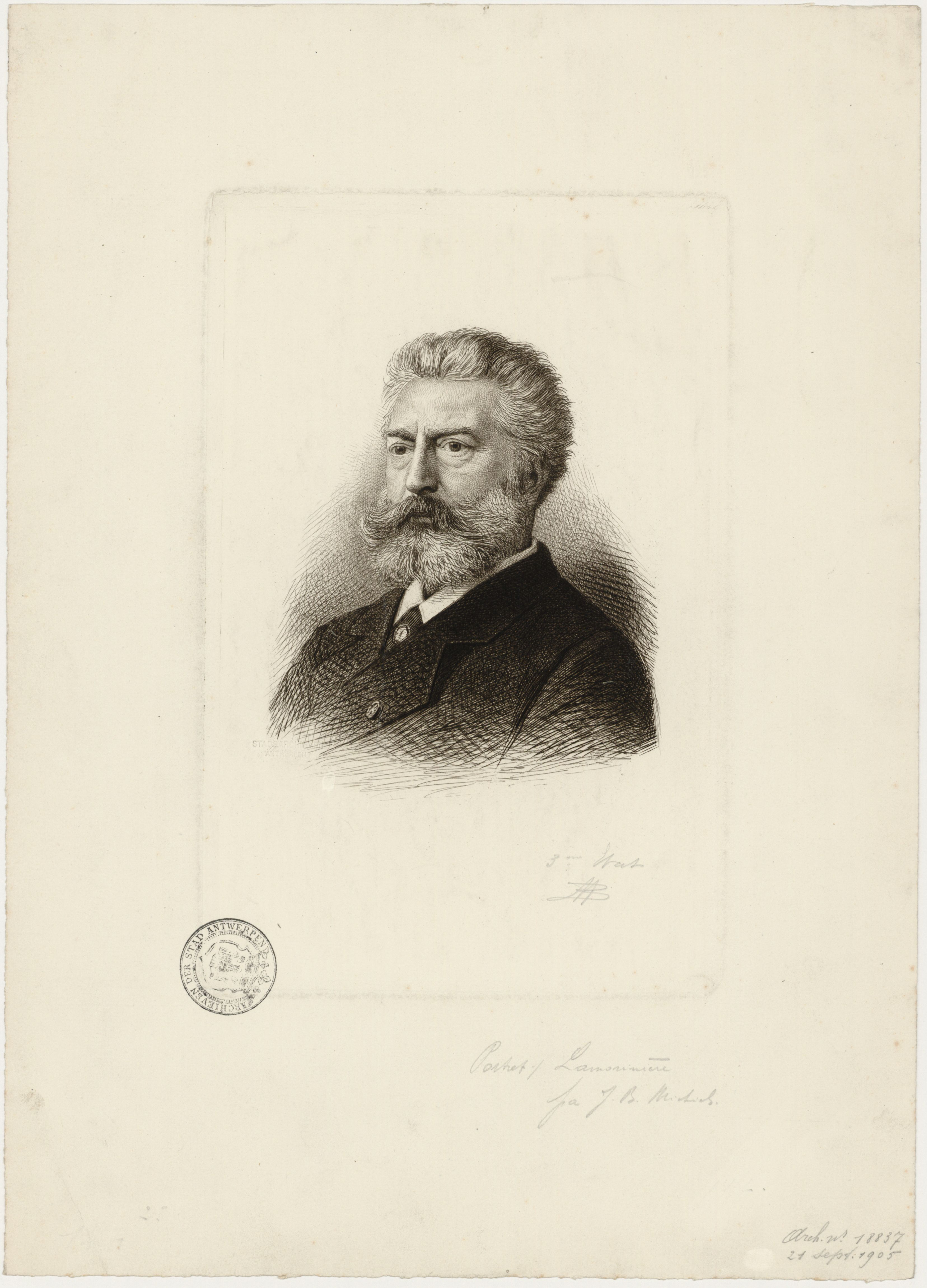
François Lamorinière.

### Expositions

#### Belgique
- Salon d'Anvers de 1840 : Tête de jeune fille d'après Jan Harmensz Muller, Figure assise d'après Gortzius et La Femme de Rockox, d'après Rubens[8].
- Salon de Bruxelles de 1842 : La Marti du Christ, la Sainte Vierge, l'Enfant Jésus et saint Jean-Baptiste, dessin d'après Rubens et La Vierge et l'Enfant Jésus, dessin d'après Cornelis Schut[9].
- Salon d'Anvers de 1843 : trois gravures, dont Figure d'après l'antique et deux dessins : Vous n'aurez pas ma rose, d'après François Verheyden et La Vierge et l'Enfant Jésus, dessin d'après Cornelis Schut[10].
- Salon de Bruxelles de 1845 : Vous n'aurez pas ma rose, gravure d'après François Verheyden[11].
- Salon d'Anvers de 1846 : Vous n'aurez pas ma rose, gravure d'après François Verheyden et trois dessins : La Sainte Trinité, d'après Rubens, Le Sommeil de Jésus d'après Raphaël et Prométhée d'après Ribera[12].
- Salon de Gand (XXe) de 1847 : Vous n'aurez pas ma rose, gravure d'après François Verheyden[13].
- Salon d'Anvers de 1849 : Portrait de Rockox, gravure d'après Rubens et Jésus Christ montrant ses plaies à Saint Thomas, dessin d'après Rubens[14].
- Salon de Bruxelles de 1851 : Portrait, gravure d'après Rubens[15].
- Salon d'Anvers de 1852 : La Piéta, gravure au burin d'après le tableau de Nicaise De Keyser[16].
- Salon de Bruxelles de 1854 : La Piéta, gravure au burin d'après le tableau de Nicaise De Keyser et L'Aveugle, dessin d'après Joseph Laurent Dyckmans[17].
- Salon d'Anvers de 1855 : Portrait de feu M. Verdussen, président de la Société royale d'encouragement des beaux-arts, gravure au burin et L'Aveugle, dessin d'après le tableau de Laurent Dyckmans, dont l'auteur a entrepris la gravure[18].
- Salon de Bruxelles de 1857 : Portrait de feu M. Verdussen, président de la Société royale d'encouragement des beaux-arts, gravure au burin[19].
- Salon de Bruxelles de 1860 : Pierre le Grand à Saardam, gravure d'après Gustave Wappers [4].
- Salon d'Anvers de 1861 : Marino Faliero, eau forte d'après le tableau de Nicaise De Keyser[20].
- Salon d'Anvers de 1864 : L'Aveugle, gravure au burin d'après le tableau de Joseph Laurent Dyckmans et Les Trentaines de Berthal de Haze, dessin d'après le tableau d'Henri Leys[21].
- Salon de Gand (XXVIe) de 1865 : L'Aveugle, gravure au burin d'après le tableau de Joseph Laurent Dyckmans[22].
- Salon de Bruxelles de 1866 : L'Aveugle, gravure au burin d'après le tableau de Joseph Laurent Dyckmans[23].
- Salon d'Anvers de 1870 : Les Trentaines de Berthal de Haze, gravure d'après le tableau d'Henri Leys[24].
- Salon de Gand (XXVIIIe) de 1871 : Les Trentaines de Berthal de Haze, gravure d'après le tableau d'Henri Leys[25].
- Salon de Bruxelles de 1872 : Les Trentaines de Berthal de Haze, gravure d'après le tableau d'Henri Leys[26].
- Salon d'Anvers de 1873 : L'Érection de la croix, d'après Rubens, gravure à l'eau forte préparée par Erin Corr et terminée au burin par Jean Baptiste Michiels et La Synagogue, gravure d'après le tableau d'Henri Leys[27].
- Salon d'Anvers de 1879 : quatre eaux fortes : Le Coup de lance d'après Rubens, Faust et Marguerite, d'après Victor Lagye, La Vierge et l'enfant, d'après Van Dyck et Les Chantiers d'Anvers à l'époque de Napoléon, d'après Hendrik Frans Schaefels et une gravure au burin : Salomé, d'après Polydore Beaufaux[28].
- Salon d'Anvers de 1882 : Le Nid détruit, eau forte d'après Louis Gallait et Marguerite de Parme, eau forte d'après Henri Leys[29].
- Salon d'Anvers de 1888 : trois gravures au burin : Portrait de feu M. Emile Geelhand, La Mère du messie, d'après le triptyque de Charles Verlat et Portrait de M. Léopold de Wael, bourgmestre d'Anvers[30].

#### France
- Salon de Paris de 1866 : L’Aveugle, d’après M. Dyckmans (gravure)[31].

### Collection muséale
- Musée royal des Beaux-Arts d'Anvers : L'Aveugle (1852), Portrait d'une jeune femme (1877) ; Le Compositeur Adriaan Willaert en concert, encres sur papier et L'Aveugle, gravure[32].

## Honneurs
- Chevalier de l'ordre de Léopold (26 janvier 1880)[33].